# Allium xiphopetalum
Allium xiphopetalum — вид рослин з родини амарилісових (Amaryllidaceae); поширений в Афганістані, Ірані, Киргизстані, Таджикистані, Туркменістані, Узбекистані.

## Поширення
Поширений в Афганістані, Ірані, Киргизстані, Таджикистані, Туркменістані, Узбекистані.